# Swanea carbolineata
Swanea carbolineata är en insektsart som först beskrevs av Rehn, J.A.G. 1952.  Swanea carbolineata ingår i släktet Swanea och familjen Morabidae. Inga underarter finns listade i Catalogue of Life.